# Guerra centrada en redes
La guerra centrada en redes es una doctrina militar que apunta a convertir una ventaja informativa (facilitada en parte por las tecnologías de información y comunicación) en una ventaja competitiva mediante una sólida red de fuerzas, geográficamente dispersas, pero bien conectadas e informadas.
Esta doctrina "se enfoca en el poder de combate que puede generarse a través de la conexión efectiva o la generación de redes en el emprendimiento militar". Fue desarrollada por el Departamento de Defensa de los Estados Unidos en la década de 1990.

## Antecedentes e historia

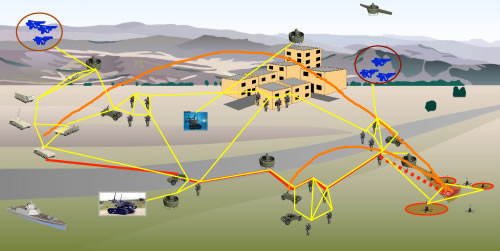
Simulación de operaciones centradas en redes y basadas en efectos. La letalidad coordinada en red proporciona la funcionalidad de control de fuego (geolocalización, de-conflicción, entrega automatizada de objetivos, participación colaborativa) en una arquitectura de red común y distribuida. Además, proporciona una capacidad de soporte a la decisión de efectos centrados en red en el control de fuego con un paquete de programas modular y configurable en un entorno tripulado y sin tripulación.

En 1996, el almirante estadounidense William A. Owens introdujo el concepto de un "sistema de sistemas" en un artículo publicado por el Instituto para los Estudios de Seguridad Nacional. Owens describió la evolución casual de un sistema de sensores de inteligencia, sistemas de comando y control y armas de precisión que permiten una mejor consciencia situacional, rápida evaluación de objetivos y asignación de armas distribuidas.
El mismo año, el Estado Mayor Conjunto de EE. UU. publicó el documento Joint Vision 2010 (Visión Conjunta 2010), que introdujo el concepto militar de "dominación de espectro completo". Éste describe la habilidad de las Fuerzas Armadas estadounidenses para dominar el espacio de batalla, desde las operaciones de paz hasta la aplicación directa del poder militar que deriva de las ventajas de la superioridad de información.
El término network-centric warfare (guerra centrada en redes) y conceptos asociados aparecieron por primera vez en 1997 en la publicación del Departamento de la Armada estadounidense Copernicus: C4ISR for the 21st Century ("Copernicus: C4ISR para el Siglo 21"), documento que plasmó las ideas de sensores de red, comandantes y tiradores para aplanar la jerarquía, reducir la pausa operacional, mejorar la precisión e incrementar la velocidad de mando. Sin embargo, network-centric warfare apareció como un concepto aparte públicamente por primera vez en un artículo del Vicealmirante Arthur K. Cebrowski y John J. Garstka publicado en 1998 por Actas del Instituto Naval de los Estados Unidos.

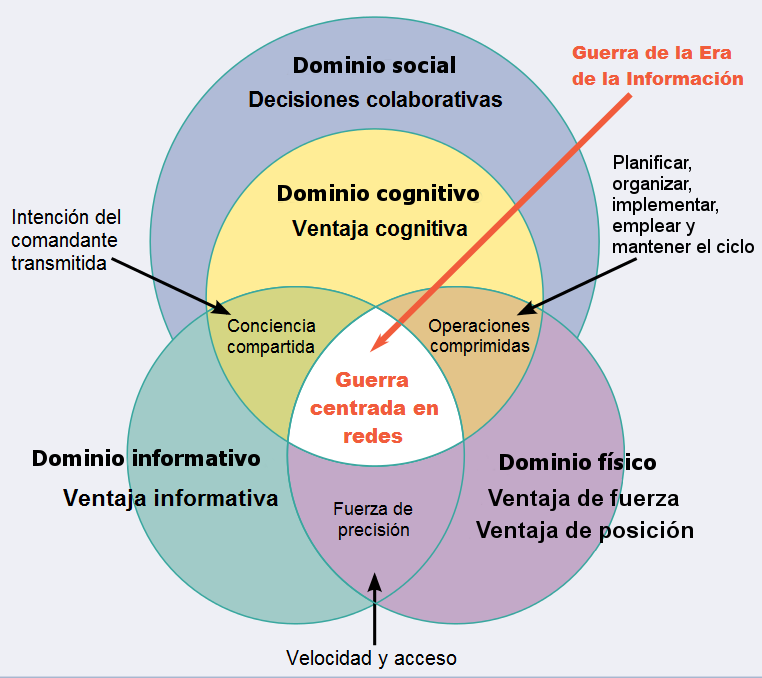
Dominios de conflicto: social, cognitivo, informativo y físico.

La primera articulación completa de la idea se expuso en el libro Network Centric Warfare: Developing and Leveraging Information Superiority ("Guerra Centrada en Redes: Desarrollando y Aprovechando la Superioridad de Información") por David S. Alberts, John J. Garstka y Frederick P. Stein, publicado por el Programa de Investigación de Mando y Control (CCRP por sus siglas en inglés). Este libro acuñó una nueva teoría de la guerra a partir de estudios de caso acerca de cómo los negocios estaban usando tecnologías de información y comunicación para mejorar sus análisis de situación, controlar con precisión el inventario y la producción, y monitorear las relaciones con los clientes.
A aquel libro le siguió Understanding Information Age Warfare ("Entendiendo la Guerra de la Era de la Información"), escrito por Alberts, Garstka, Richard Hayes (de Evidence Based Research Inc.) y David A. Signori (de RAND), publicado en 2001, y que buscaba alcanzar una teoría operativa de la guerra. La obra propone una estructura de tres dominios: el dominio físico es donde los eventos ocurren y son percibidos por sensores e individuos; la información que emerge del dominio físico es transmitida a través de un dominio informativo; y es seguidamente recibida y procesada por un dominio cognitivo, donde se evalúa y se actúa con base en ella. El proceso replica el bucle OODA (observar, orientar, decidir, actuar) descrito originalmente por el coronel John Boyd de la USAF.